# Stellung (Reiten)
Als Stellung bezeichnet man die Biegung des Pferdes im Genick. Stellung findet nur hier statt, das ist das Gelenk zwischen Kopf und Hals, und wirklich nur hier – während Biegung über die gesamte Wirbelsäule, vom ersten Halswirbel (Atlas) bis zum Schweif erfolgt.
Um zu erreichen, dass sich das Pferd stellt, setzt man sich gleichmäßig auf beide Gesäßknochen, nimmt den inneren Zügel etwas an und gibt mit dem äußeren um so viel nach, wie der innere angenommen wird, die Verbindung mit dem äußeren Zügel also erhalten bleibt. Dabei bleiben die Hände trotzdem nebeneinander. Lässt der äußere Zügel die Stellung nicht zu und bleibt steif, so wird sich das Pferd im Genick verwerfen, d. h., dass es den Kopf schief halten wird. Es ist also wichtig, dass der Reiter beide Ohren des Pferdes auf gleicher Höhe sieht.
Wechselt man die Hand, muss man das Pferd vor dem Wechsel von der einen Stellung in die andere (Umstellen) erst einmal sorgfältig geraderichten und erst dann die neue Stellung fordern. Dabei darf man nie einfach nur den nun äußeren Zügel weiter vorgeben und den inneren annehmen, sondern muss die Zügel entsprechend nachfassen, bzw. das Zügelmaß immer mal wieder korrigieren.
Stellung erfolgt bis auf wenige Lektionen in Richtung der Vorwärtsbewegung, d. h. wenn man auf der rechten Hand reitet oder etwa eine Wendung nach rechts, wird das Pferd auch nach rechts gestellt – das Pferd ist nach innen gestellt. Verläuft die Stellung entgegen der Bewegungsrichtung, so ist das Pferd nach außen gestellt.
Einige Übungen mit Stellung, aber ohne Biegung sind z. B. Schenkelweichen, Viereck verkleinern und vergrößern und Vorhandwendung. Stellung und Biegung stehen in wichtiger Verbindung zueinander; in Lektionen mit Biegung (z. B. Seitengänge wie Schulterherein) ist das Pferd immer auch gestellt.
Von der bloßen Stellung im Genick sind begrifflich die sogenannte „erste Stellung“, das Schultervor, und die „zweite Stellung“, das Reiten-in-Stellung, zu unterscheiden, welche schon eine gewisse Längsbiegung zur Vorbereitung der Seitengänge beinhalten.